# Jerzy Kosinski
Jerzy Kosinski (14. juni 1933 – 3. maj 1991) var en polsk-amerikansk forfatter, bedst kendt for romanerne Velkommen Mr. Chance og Den bemalede fugl. Førstnævnte er i 1979 blevet filmatiseret under originaltitlen på bogen Being There med Peter Sellers i hovedrollen.
Jerzy Kosinski blev født i Lodz i Polen og overlevede anden verdenskrig under falsk identitet hos en katolsk famile. Efter krigen blev han genforenet med sine forældre og tog en universitetsgrad i historie og statskundskab i Polen. Efter studierne i 1957 emmigrede han til USA. Han startede uden en krone på lommen, men opnåede stor rigdom og anerkendelse sidenhen. I 1962 giftede han sig med Mary Hayward Weir som var arving til et stålemperium. De blev skilt igen i 1966. Hun døde af kræft i 1968. Jerzy Kosinski dedikerede Den bemalede fugl fra 1965 til hende.
Kosinski skulle i 1969 have været med til festen hos skuespilleren Sharon Tate, hvor Charles Mansons tilhængere dræbte Sharon Tate samt 4 andre gæster. Jerzy Kosinski var blevet forsinket ved en mellemlanding og nåede derfor ikke festen.
Han begik selvmord den 3. maj 1991.